# Sigfús Sigurðsson (Leichtathlet)
Sigfús Sigurðsson (* 19. Februar 1922 in Miklaholtshreppur; † 21. August 1999 in Reykjavík) war ein isländischer Leichtathlet.

## Leben
Sigfús Sigurðsson belegte bei den Olympischen Sommerspielen 1948 im Kugelstoß-Wettkampf den 12. Platz.
Er war der Großvater des gleichnamigen Handballspielers.